# 石景山区
石景山区是中国北京市西部的一个市辖区。“东临帝阙，西濒浑河”，距天安门16公里。处在长安街的西向延长线上。区人民政府驻鲁谷街道石景山路18號。系北京市城六区之一。石景山自古就是军事要地，古代皇帝的卫戍军都驻扎在此地。今天，北京军区的主体也位于石景山区。

## 行政区划

### 街道
辖9个街道：
- 街道办事处：鲁谷街道、金顶街街道、古城街道、八宝山街道、老山街道、五里坨街道、广宁街道、苹果园街道、八角街道[3]。

### 社区
辖140个社区：
- 社区：依翠园南社区、依翠园北社区、七星园南社区、七星园北社区、六合园南社区、六合园北社区、衙门口东社区、衙门口西社区、衙门口南社区、西厂东社区、新华社鲁谷社区、双锦园社区、五芳园社区、永乐西小区北社区、永乐西小区南社区、石景山医院社区、久筑社区、重聚园社区、西厂西社区、新岚大厦社区、重兴园社区、聚兴园社区、碣石坪社区、模式口北里社区、模式口村社区、模式口西里北区社区、模式口西里中区社区、模式口东里社区、模式口中里社区、模式口西里南区社区、模式口南里社区、赵山社区、西福村社区、金一区社区、金三区社区、铸造村社区、金五区社区、金四区社区、金顶街二区社区、南路东社区、环铁社区、北辛安大街社区、西路南社区、古城特钢社区、南路西社区、古城路社区、北路天翔社区、庞村社区、老古城后街社区、北辛安南北岔社区、南大荒社区、十万平社区、白庙社区、北辛安铁新社区、水泥厂社区、八千平社区、老古城前街社区、西路北社区、北小区社区、三山园社区、四季园社区、瑞达社区、鲁谷住宅社区、苗圃社区、玉泉路西社区、永乐东小区北社区、永乐东小区南社区、电子科技情报研究所社区、电科院社区、北京中铁建设有限公司社区、青年楼社区、玉泉西里西社区、玉泉西里北社区、玉泉西里中社区、老山东里北社区、老山东里南社区、老山西里社区、老山东里社区、何家坟社区、玉泉西路社区、研究生院社区、高能所社区、十一号院社区、京源路社区、翠谷玉景苑社区、玉泉北里二区第一社区、高井社区、西山机械厂社区、隆恩寺社区、南宫社区、黑石头社区、红卫路社区、联勤部大院社区、西街社区、石府社区、东街社区、隆恩寺新区社区、新立街社区、东山社区、麻峪社区、高井路社区、西黄村社区、海特花园第一社区、海特花园第二社区、八大处社区、西井社区、苹二区社区、海特花园第三社区、苹一区社区、军区装备部大院社区、琅山村社区、下庄社区、三疗社区、苹三区社区、苹四区社区、边府社区、军区大院第一社区、军区大院第二社区、西黄新村社区、西山枫林第一社区、西山枫林第二社区、西黄村东里社区、西黄村西里社区、八角路社区、八角中里社区、古城南里社区、黄南苑社区、古城南路社区、八角北里社区、公园北社区、八角南路社区、八角北路社区、八角南里社区、地铁古城家园社区、杨庄中区社区、杨庄南区社区、杨庄北区社区、建钢南里社区、八角北路特钢社区、中铁建总医院社区、时代花园社区。

## 交通
北京市五环路西段、北京地铁1号线、108国道、109国道都经过石景山区。

### 地铁
已开通：
- 北京地铁1号线
- 北京地铁6号线
- 北京地铁11号线
- 北京地铁S1线

遠景規劃：
- 北京地铁18号线

## 经济
石景山区本身由于交通等原因，经济落后于北京东部多个区县。其全区财政收入很大一部分需要倚仗首钢集团。2008年首钢搬迁河北曹妃甸后，虽然总部仍然留在石景山区，但石景山区就业压力相对搬迁前将会增加。所以，石景山区提出了首都休闲娱乐中心区CRD（Culture & Recreation District）战略，以谋求新的发展。首钢厂区后来被改造成首钢园，成为北京2022年冬奥会和冬残奥会组织委员会的办公地以及中國國際服務貿易交易會的会场之一，并为2022年冬季奥林匹克运动会新建了首钢滑雪大跳台。

## 历史
石景山区人文历史至少在2200年以上。殷商时期，“复舜幽州之名”，此地属幽州。 武王灭殷后，封召公于燕国，北京地区始建燕都城和蓟都城，此地先后是蓟国都城和燕国都城的属地。秦始皇统一六国后，废分封，以郡县治天下，今北京城区为广阳郡，蓟城是广阳郡首府，此地属广阳郡蓟县。西汉以来，又多次在北方建燕国、封燕王，治所仍在蓟城。 东汉以来，复置广阳郡，此地属广阳郡蓟县。魏、晋、南北朝时期，是中国分裂、割据、迁徙、混战最突出的时期之一，蓟城地区处于矛盾的交汇处，成为各个“燕王”争夺、盘踞之地。唐天宝年间，分蓟县西境为广平、广宁二县，此地属广平县境。 民国时期，此地先属京兆宛平县，民国17年（1928），民国政府迁南京，北京改名北平，置北平特别市，19年（1930）又降为北平市，今石景山区北部为北平特别市和北平市西郊之一部，大部分区域仍属宛平县。至中華人民共和國成立前夕，石景山区北部属北平市郊五区，东南部属河北省宛平县一区。 
- 1948年12月，石景山地区被中国人民解放军佔領；
- 1949年，为北平市第二十七区，后改为北京市第十九区；
- 1950年，为北京市第十五区；
- 1952年9月，改称石景山区。在此期间，周边村落间有向临区划入划出之变化；
- 1958年5月，随着北京市区域的扩大，撤销石景山区建制，其辖地分别划归相邻的丰台区、海淀区和门头沟区；
- 1963年7月，为了试行大中型企业的生活福利事业由地方政府统一管理，恢复了石景山区的行政区划，成立了区级建制的石景山办事处；
- 1967年8月，正式恢复了石景山区的建制。

## 人口
根据(中国)北京市第七次全国人口普查公报数据显示：石景山区常住人口为567851人。

## 旅游景点
- 北京市八宝山革命公墓
- 法海寺
- 慈善寺
- 八大处公园
- 石景山游乐园
- 首钢工业游
- 北京国际雕塑公园
- 承恩寺
- 田义墓（北京宦官文化陈列馆）
- 中国第四纪冰川遗迹陈列馆
- 希望公园
- 北京射击馆
- 老山自行车馆
- 北京冬奥公园

## 教育
石景山区图书馆建设比较完善，该区的科教图书馆是北京市第一家私营图书馆。此外，还有新落成的规模较大的区立图书馆（石景山图书馆）以及专供青少年使用的石景山少儿图书馆。北方工业大学坐落于石景山区，北京市第九中学，京源学校是北京著名中学。
- 石景山区教育委员会
- 科教图书馆
- 中国科学院大学（玉泉路校区）
- 北方工业大学
- 首钢工学院
- 京源学校
- 北京市第九中学
- 北京市石景山区业余大学
- 北京广播电视大学石景山分校
- 北方工业大学附属中学
- 苹果园中学
- 八大处中学
- 八角中学
- 古城中学
- 石景山区图书馆

### 国家级非物质文化遗产
- 永定河传说